# Wielandgut (Oßmannstedt)

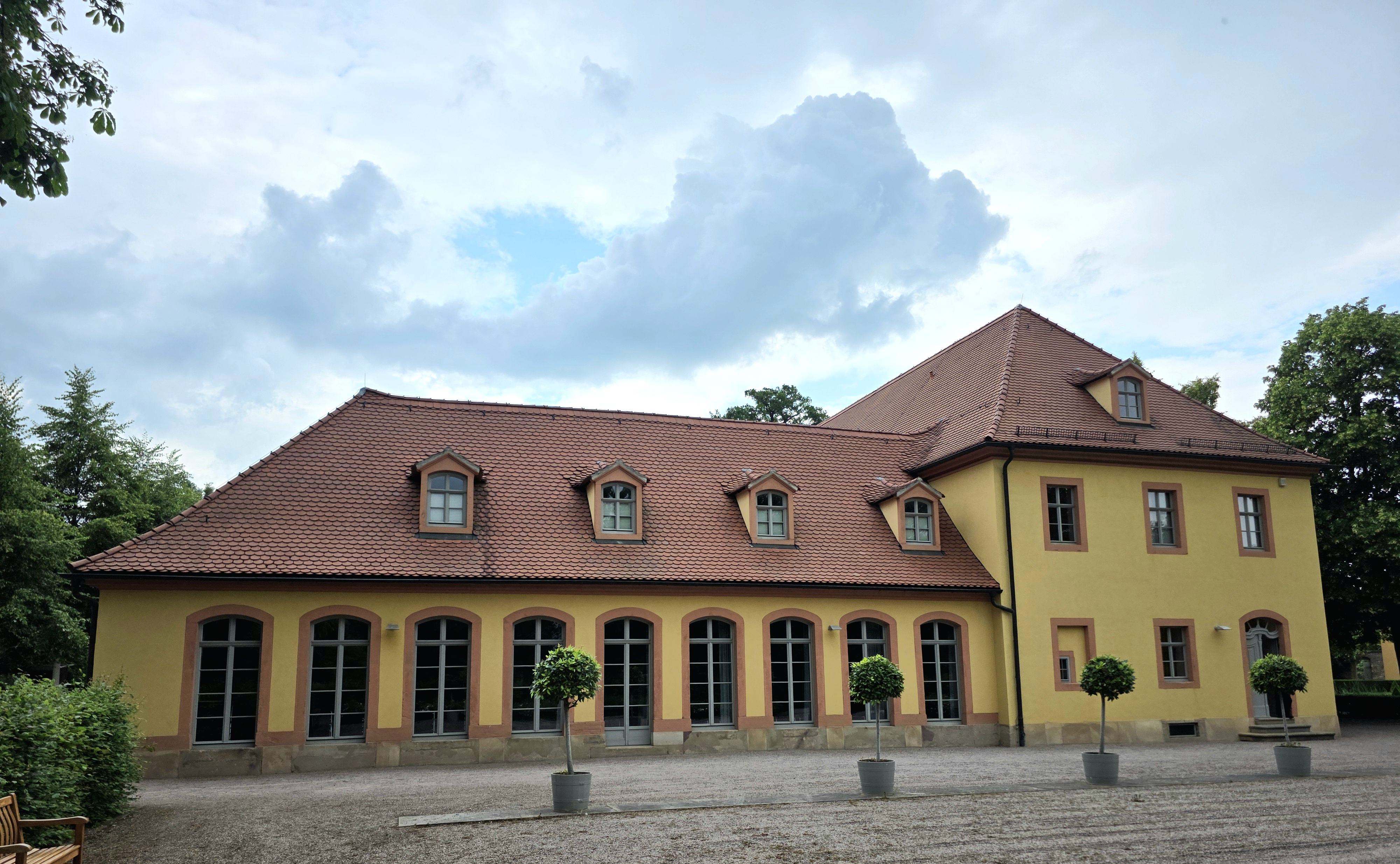
Das ehemalige Gutsgebäude, heute Museum, Sitz der Wielandakademie und des Forschungszentrums

Das Wielandgut Oßmannstedt ist das Landgut in Oßmannstedt (nahe Weimar), welches von 1797 bis 1803 Wohnsitz des Dichters Christoph Martin Wieland und seiner Familie war.

## Geschichte
Das heutige Gutshaus und der englische Park wurden von 1757 bis 1762 vom damaligen Premierminister des Herzogtums Sachsen-Weimar-Eisenach, dem Reichsgrafen Heinrich von Bünau, auf dem ehemaligen Rittergut (siehe Geschichte Oßmannstedt) errichtet. Zwischen 1762 und 1775 nutzten Herzogin Anna Amalia und ihre Söhne das Anwesen als Sommersitz. Von 1783 bis 1795 war der Illuminat August Dietrich Reichsgraf von Marschall auf Burgholzhausen Besitzer des „Schatullguts“.

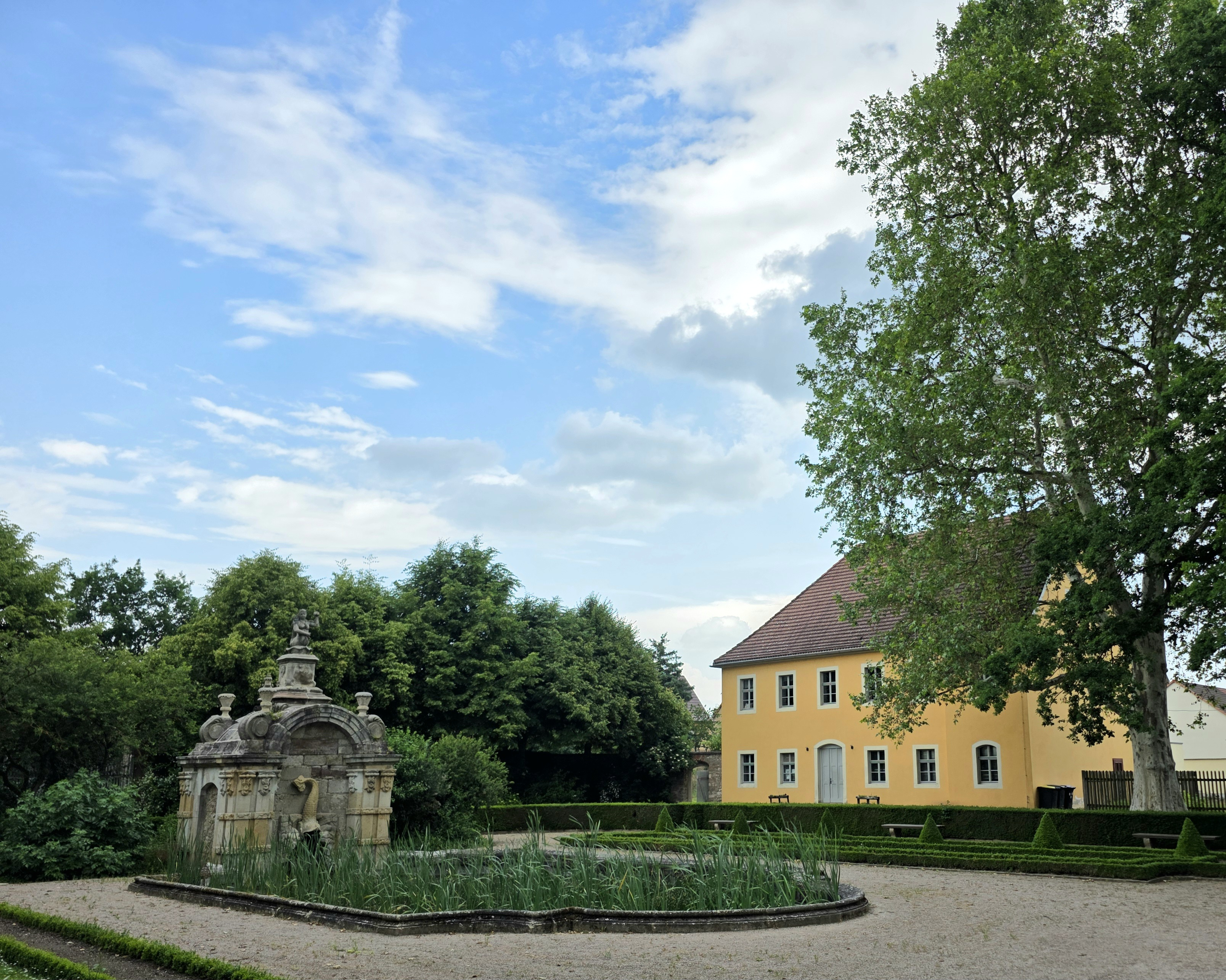
Blick auf das ehemalige Wirtschaftsgebäude und das Brunnenhaus

Wieland kaufte das Anwesen 1797. Mit seiner großen Familie lebte er hier sechs Jahre nach dem Vorbild der römischen Dichter Horaz und Cicero als „poetischer Landjunker“. In Anlehnung an deren Landgüter SABINUM und TUSCULUM nannte Wieland sein Oßmannstedter Refugium OSMANTINUM. Hier entstanden unter anderem die Romane Agathodämon (1799) sowie Aristipp und einige seiner Zeitgenossen (1800/1801). Neben den Weimarer Dichtern und Gelehrten Goethe, Schiller und Herder weilte unter anderem Heinrich von Kleist im Haus von Wieland in Oßmannstedt.

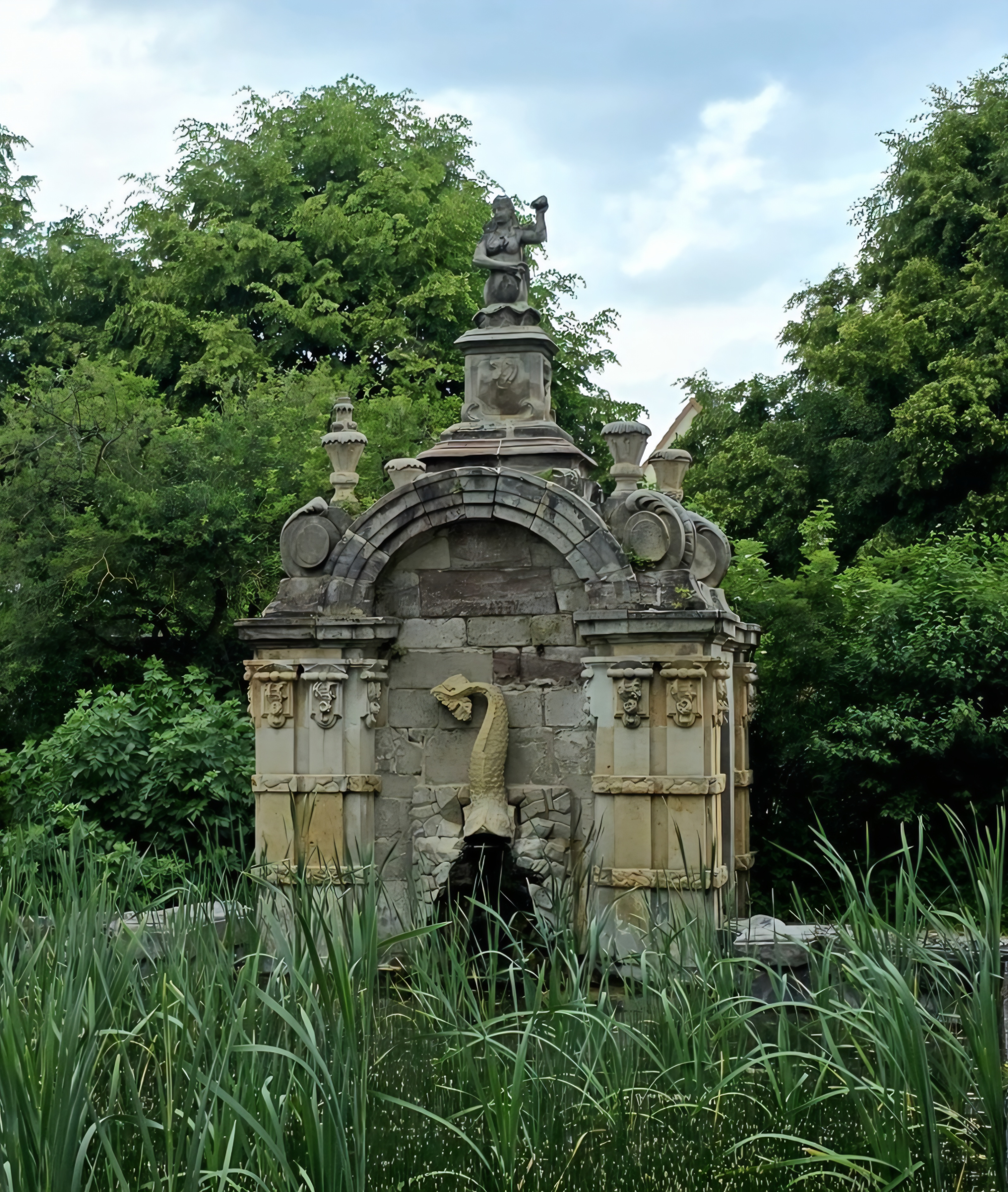
Das Brunnenhaus mit barocker Grottenanlage und delphinförmigem Wasserspeier

Als Gutsherr war nicht nur Wieland von den Dichtern der Weimarer Klassik nicht allzu erfolgreich. Auch Goethe hatte in Oberroßla ein Gut besessen und annähernd zeitgleich aufgeben müssen.
Im Mai 1803 wurde das Gut an den Hamburger Kaufmann Christian Johann Martin Kühne (1758–1827) verkauft. Von 1859 bis 1896 war es im Besitz der Familie des Kammerrats John Grant of Glen Morrisson. Er und seine Frau wurden neben dem Wielandgrab beigesetzt. Auch diese Grabstätte wurde mit einem geschmiedeten Zaun, der auch in gerundeter Form um die Grabstätte geführt wurde, eingefasst. 1953 wurde die Grabstätte der Familie eingeebnet.
Am 27. August 1896 erfolgte die Eigentumsübertragung des Wielandgutes an den Rittergutsbesitzer Otto Richard Bley. Er erweiterte sogleich den betrieblichen Teil des Anwesens mit Stallungen und Wagenremise in erheblichem Umfang. Am 6. April 1935 ging der Besitz an seinen Sohn Bernhard Otto Bley über. Am 19. Juli 1947 erfolgte die Enteignung im Rahmen der Bodenreform. 1953 geht das Gut Oßmannstedt in den Besitz der Nationalen Forschungs- und Gedenkstätten der klassischen Literatur Weimar (NFG) über. Am 17. Mai 1913 reisten 570 Gäste im Rahmen der Generalversammlung der Goethe-Gesellschaft zu einem Tagesausflug von Weimar nach Oßmannstedt zu einer Gedenkfeier an Wielands Grab. Am 19. Juni 1943 enthüllt die in Weimar tagende Kleistgesellschaft bei einem Ausflug nach Oßmannstedt eine Gedenktafel am Gutshaus.
Das Gut wurde Ende der 1940er Jahre geteilt, die Wirtschaftsgebäude und die Umfassungsmauer in großem Umfang abgerissen und das Gutshaus zur Schule umgebaut. Grundlegende und umfangreiche Restaurierungsarbeiten erfolgten in den Jahren von 1968 bis 1974 und von 2003 bis 2005.
„Frühsommer 1984 ... In den ehemaligen Wohn- und Wirtschaftsgebäuden befand sich zur DDR-Zeit eine Polytechnische Oberschule (POS), die den Namen des Dichters trug und deren Lehrer und Schüler sich auch um die Pflege der Garten- und Parkanlagen kümmerten. Die seit 1956 bestehende und 1983 neugestaltete Gedenkstätte bestand aus zwei Räumen im Erdgeschoß...“
Das Wielandgut gehörte zur ursprünglichen Nominierung der Welterbestätte Klassisches Weimar.

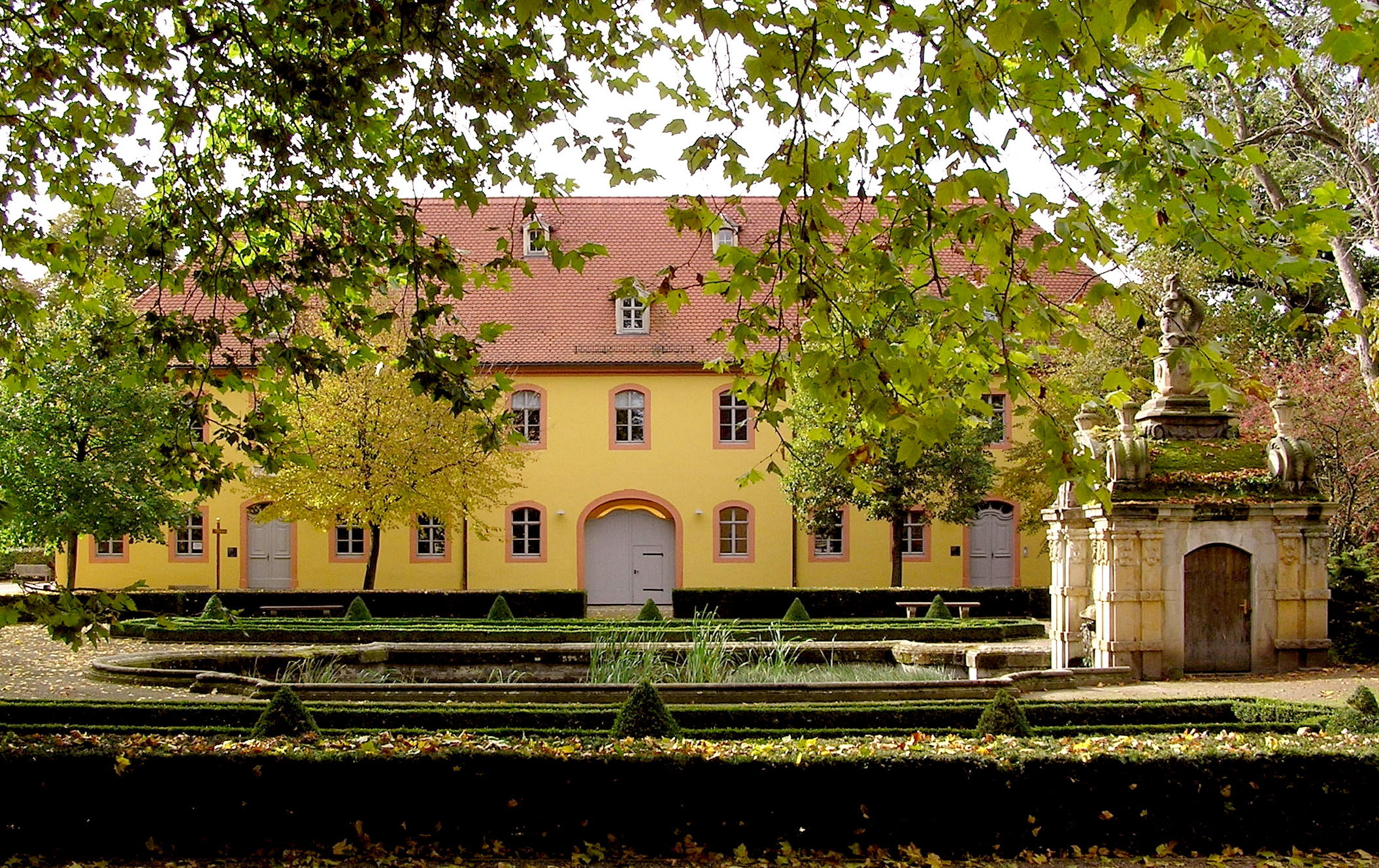
Gutshaus mit Delphinbrunnen
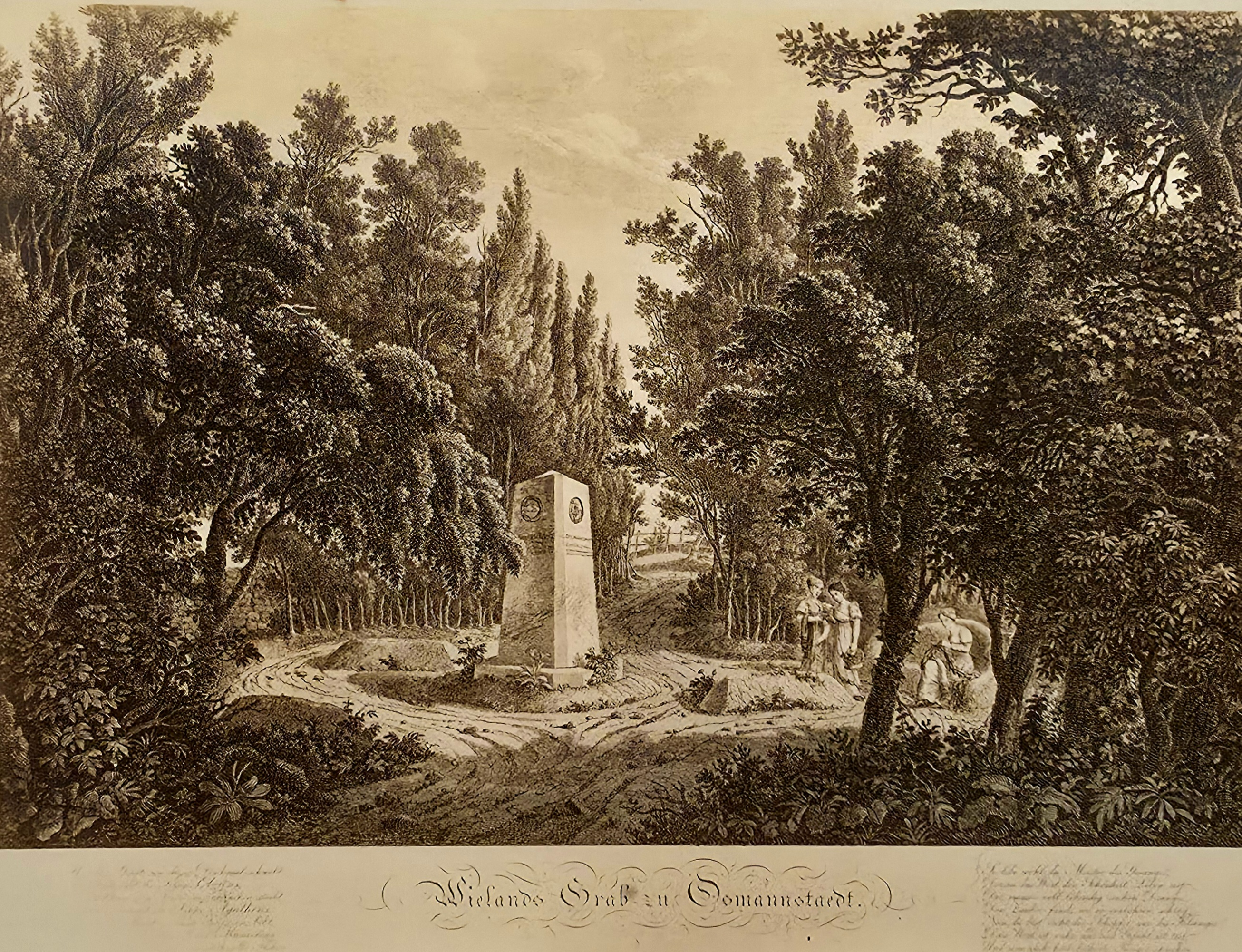
Wielands Grab, Postkarte nach einem Kupferstich von Jakob Roux
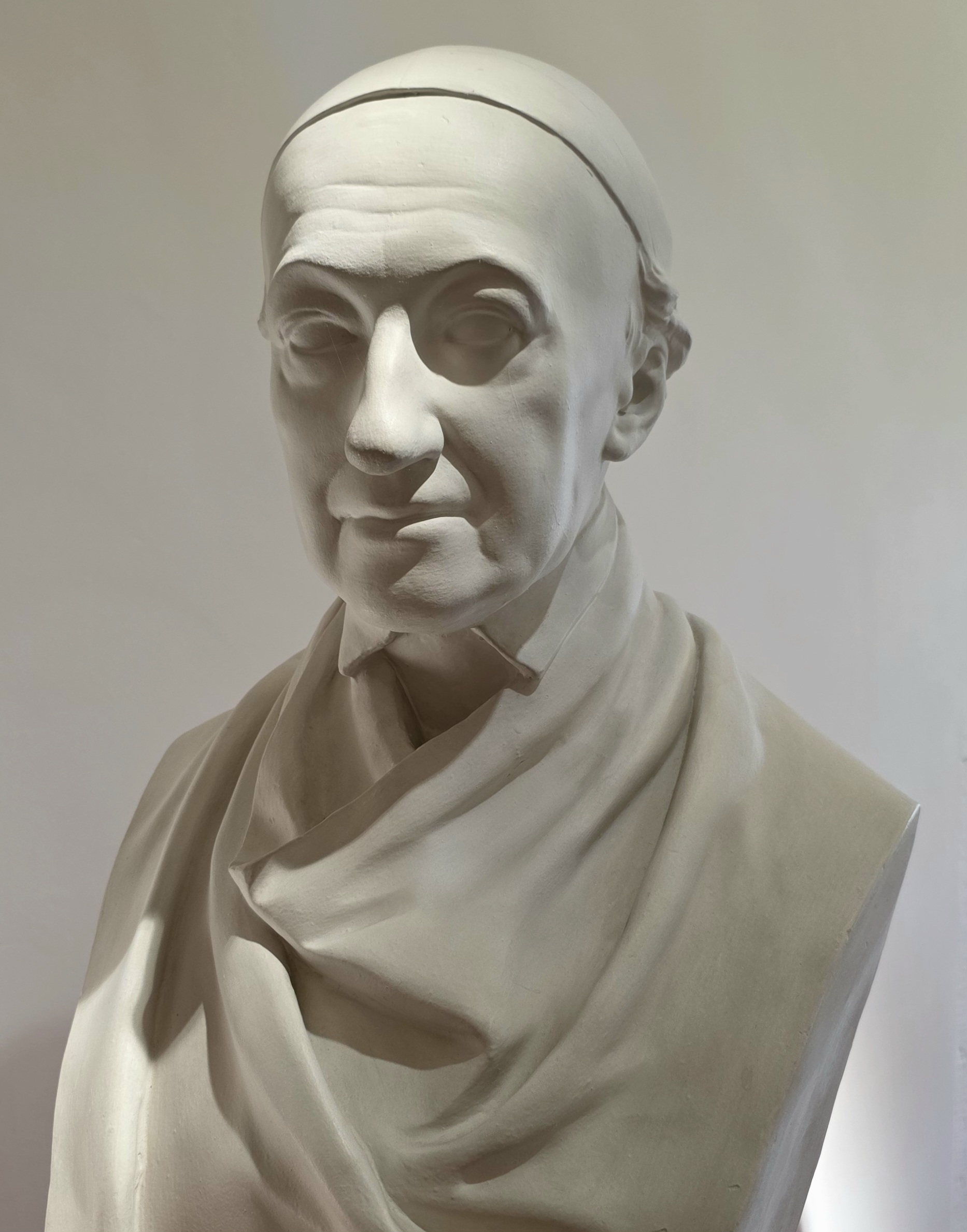
Büste (Johann Gottfried Schadow, 1802), Dauerausstellung
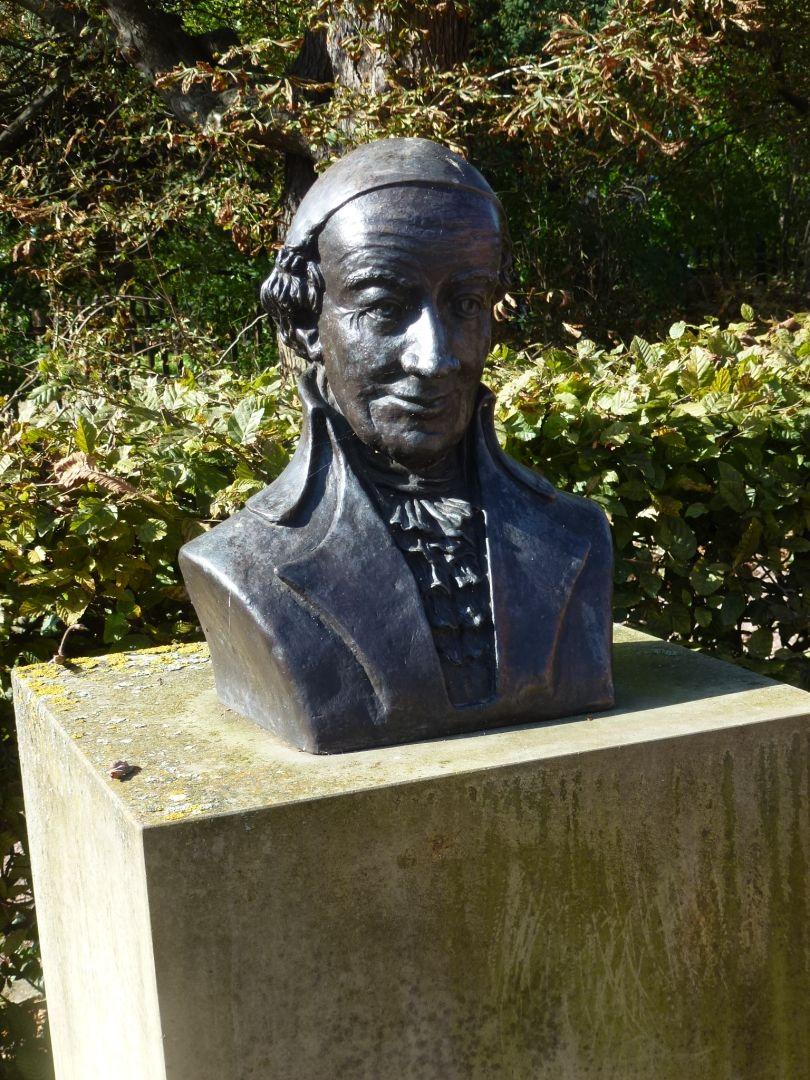
Büste im Garten des Gutes
Wielandhaus auf einer DDR-Briefmarke von 1973

## Museum

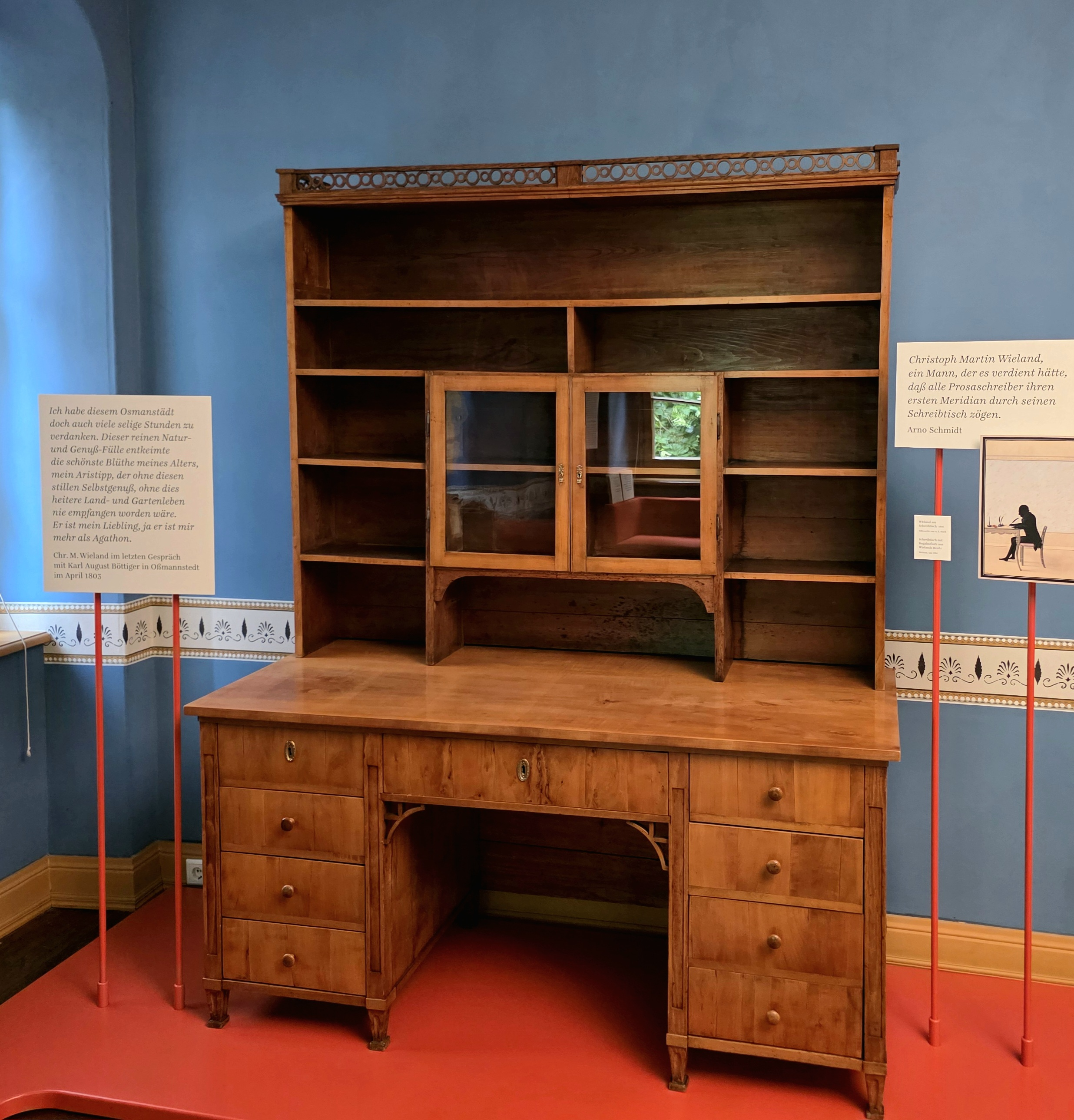
Der Schreibtisch von Wieland in der Dauerausstellung "Der erste Schriftsteller Deutschlands"

Am 25. Juni 2005 wurde ein Museum mit einer Forschungsstätte im Gutshaus eröffnet. Als einen „symbolischen Ort für die deutsche Spätaufklärung“ bezeichnet Jan Philipp Reemtsma das Anwesen, dessen Restaurierung maßgeblich ihm als Wieland-Forscher und Mäzen zu verdanken ist. Das Wielandgut gehört zur Klassik Stiftung Weimar. In deren Auftrag betreibt die Weimar-Jena-Akademie eine Bildungsstätte, die neben kulturellen Seminaren auch Übernachtungsmöglichkeiten und Tagungsräume anbietet.

## Wielands Grab

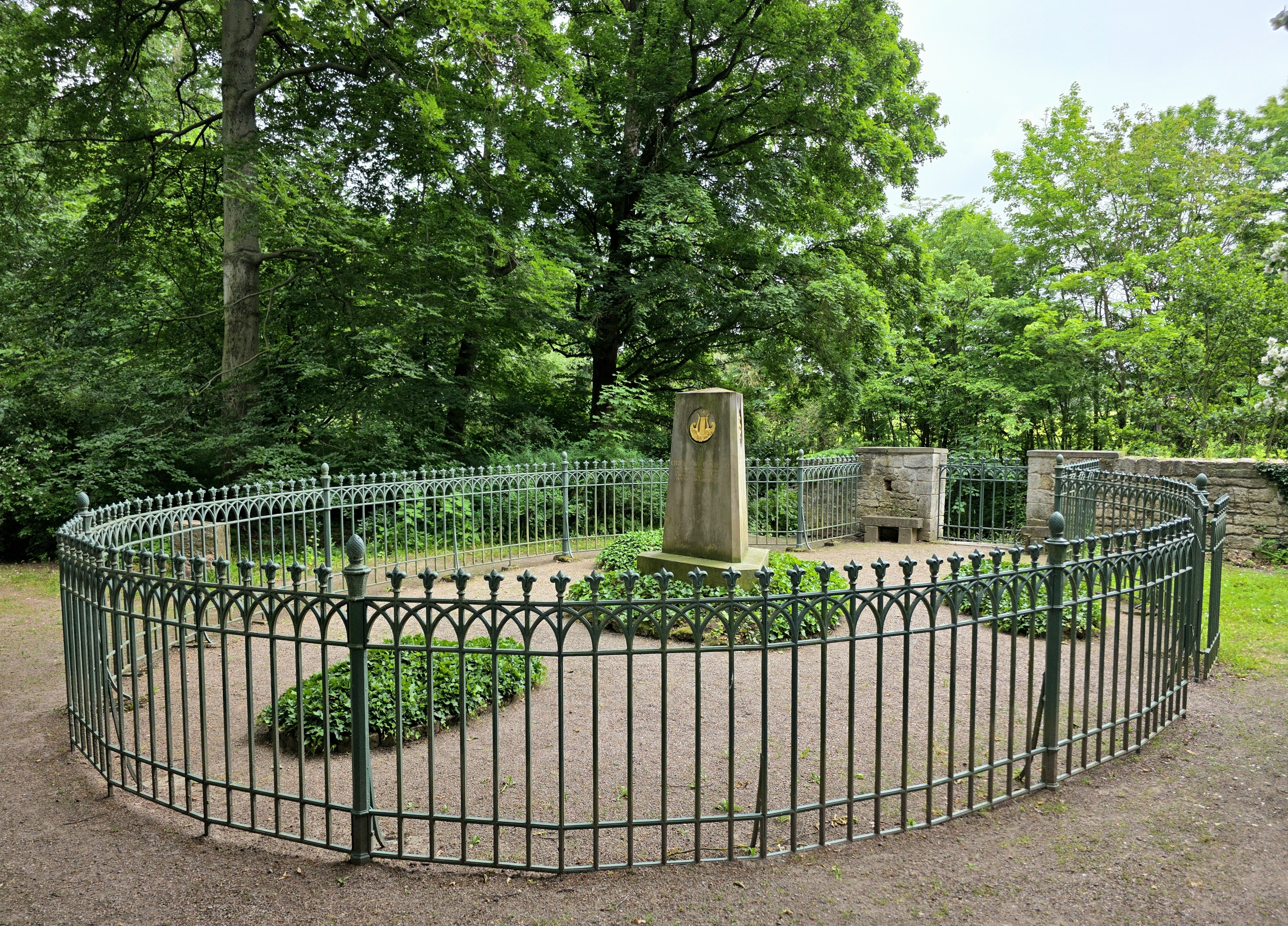
Die Grabstätte der Eheleute Wieland und von Sophie Brentano im Park von Gut Oßmannstedt

Der Gutspark an der Ilm birgt Wielands Grab, er ruht dort gemeinsam mit seiner Ehefrau sowie Sophie Brentano. Letztere, die 1799 ihre Großmutter Sophie von La Roche, einstige Jugendfreundin und zeitweilige Verlobte Wielands, zum Besuch des Dichters nach Oßmannstedt begleitet hatte, erkrankte bei ihrem zweiten Besuch 1800 schwer und starb. Auf ihren persönlichen Wunsch hin und mit Unterstützung des Weimarer Superintendenten Johann Gottfried Herder war sie die erste, die im Gutspark am Ilmufer ihre letzte Ruhe fand. Ein Jahr später folgte ihr Wielands Frau Anna Dorothea.

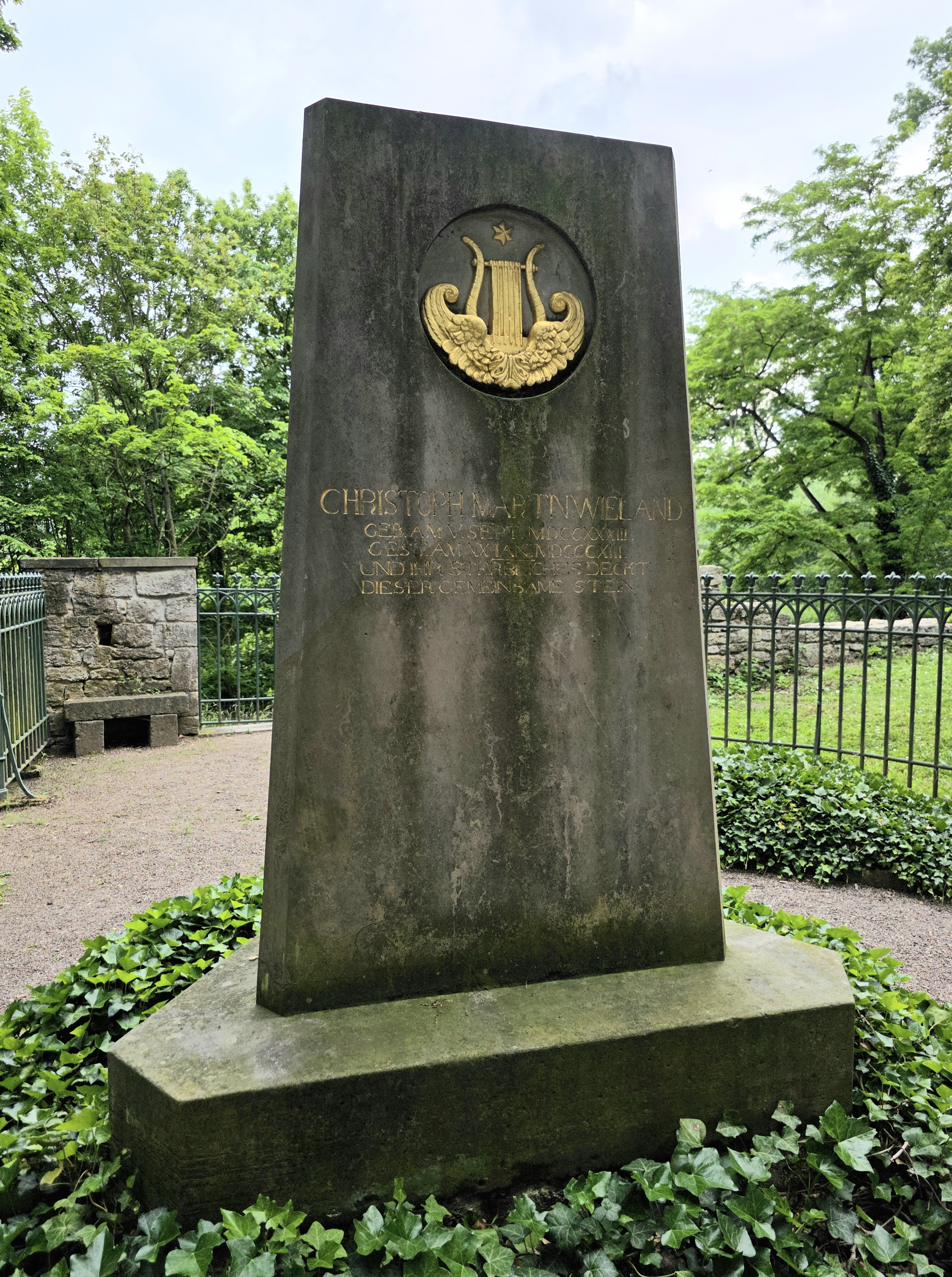
Der Grabobelisk mit der Platte von Wieland

Am 25. Januar 1813, fünf Tage nach seinem Tod, wurde der Dichter selbst hier beigesetzt. Den schlichten dreiseitigen Grabobelisken ziert das von Wieland eigens zu diesem Zweck geschaffene Distichon „Liebe und Freundschaft umschlang die Verwandten Seelen im Leben und ihr Sterbliches deckt dieser gemeinsame Stein“. Man spricht vom „schönsten deutschen Dichtergrab“.
Arno Schmidt schwärmte 1958: „… Wenige Meter entfernt, unter Büschen, fließt die rührend schmale Ilm in einer Auswärtskurve vorbei – es ist schon eines unserer Nationalheiligtümer, nach dem Jeder einmal im Leben wallfahren sollte, um sein Om mani padme hum (‚Oh, du Juwel im Lotos!‘ oder ‚Den rechten Weg richtig zu gehen, führt zur Vollkommenheit.‘) zu sagen.“